# Xadrez no teatro
O xadrez tem sido empregado no teatro desde o início do século XV como parte do enredo que se desenvolve no enredo, tendo dramaturgos como William Shakespeare, John Fletcher, Thomas Middleton, Carlo Goldoni e William Butler Yeats utilizado o jogo em suas obras. As peças de teatro O padre espanhol (1622) de Fletcher, A game at Chess (1624) de Middleton e The Chessmaster (1974) de Shellan utilizam o jogo em seus enredos.